# Рафаэль (французский певец)
Рафаэ́ль Аро́ш (фр. Raphaël Haroche; род. 7 ноября 1975, Париж, Франция), выступающий под мононимом Рафаэ́ль (фр. Raphaël), — французский певец, автор-исполнитель.

## Биография
Рафаэль родился в семье юристов. Его отец был еврейского происхождения с корнями в Марокко и России, а мать была аргентинкой. Племянник лауреата Нобелевской премии по физике Сержа Ароша. Ещё в детстве овладел игрой на фортепиано и гитаре. Его кумирами были Дэвид Боуи, Игги Поп, Боб Дилан, Led Zeppelin, Джими Хендрикс, Барбара, а также легенда французской рок-музыки группа Téléphone.
В 24 года он выпустил свой первый альбом «Hôtel de l’univers». Первым синглом из этого альбома стала песня «Cela Nous Aurait Suffi», на которую был снят клип. Дебютная запись разошлась скромным тиражом в 65 000 экземпляров.
Часто выступал публично, в том числе совместно с французской певицей Ванессой Паради.
Следующим успешным шагом в карьере стала песня «Sur La Route» из второго альбома «La réalité» (вышел 22 апреля 2003 года), спетая дуэтом с известным французским певцом и композитором Жаном-Луи Обером.
Однако наиболее признанным и успешным стал третий альбом «Caravane». Для работы над ним были приглашены многие талантливые музыканты. Новая пластинка стала бестселлером 2005 года во Франции — тираж составил более миллиона экземпляров, от французской национального профсоюза производителей фонограмм она была отмечена «алмазным диском». На церемонии награждения престижной премией «Victoires de la musique» Рафаэль был объявлен победителем в трёх главных музыкальных номинациях: «Лучший певец», «Лучший альбом» и «Песня года» — «Caravane». В поддержку альбома был проведён большой концертный тур по Франции, Бельгии и Швейцарии, апофеозом которого стали три аншлаговых выступления в парижском зале «Le Zenith».
В сентябре 2006 года был издан концертный альбом «Résistance à la nuit». Он состоял из записей двух концертов — «стандартного» электрического выступления в «Le Zenith» и акустического в «Théâtre Du Châtelet». Альбом вышел на двух компакт-дисках и на DVD. В него вошли лучшая песня из предыдущего альбома «Караван» и некоторые из самых успешных синглов.
В начале 2007 года гастролировал с несколькими другими французскими музыкантами, в том числе Жан-Луи Обером, Cali, Аленом Башунгом, Даниэль Дарьё и Ричардом Колинкой. Всего состоялось пять концертов: один в Лосене, два в Брюсселе и два в Париже.
В период с ноября 2009 и до апреля 2010 года Рафаэль готовил новый альбом, который он видел как «возвращение в блюз, рок, а также более таинственные настроения». В студии ему помогали гитарист Portishead Адриан Атли, Альбин, Бенджамин Лебо (группа Film), Адриан Белью и Слай Джонсон (Beat Box).
Наконец 27 сентября 2010 года выходит «Pacific 231». По мнению многих музыкальных обозревателей и критиков, эта пластинка стала лучшим альбомом Рафаэля.

## Дискография
Студийные альбомы
- Hôtel de l'univers (2000)
- La réalité (2003)
- Caravane (2005)
- Je sais que la Terre est plate (2008)
- Pacific 231 (2010)

Концертные альбомы
- Résistance à la nuit (2006)
- Une nuit au Châtelet (2007)